# Real Federación Extremeña de Fútbol
La Real Federación Extremeña de Fútbol (RFExF) es la gestora de todas las competiciones de cualquier modalidad de fútbol que se desarrollan en Extremadura. Se encuentra integrada dentro de la Real Federación Española de Fútbol y su sede principal se encuentra en Badajoz.

## Historia
La Federación Extremeña de Fútbol fue creada en 1924 por un grupo de jóvenes de Don Benito encabezados por el que fue el primer presidente de la Federación Vicente Sanz Diéguez.
En los años posteriores a Vicente Sanz, más concretamente el 30 de octubre de 1932, se decide crear la Federación Oeste que englobaba tanto a Extremadura como a la provincia de Huelva. Las oficinas de esta Federación se instalaron en Badajoz.
Durante la guerra civil, la Federación se mantuvo inactiva ya que la mayoría de los campos quedaron destrozados y los equipos no podían disputar los encuentros en ellos. Tras este acontecimiento la Federación volvería a ser independiente y exclusivamente territorial pero años más tarde, en 1941, la Federación Sur absorbió a la extremeña y trasladaría las oficinas a Sevilla donde se encontraba la sede. Varias temporadas después la Federación Extremeña volvería a independizarse.
En 1960, llegó a la Federación Antonio Macías Lizaso, que también fue vicepresidente del C. D. Badajoz. Durante sus cinco años de presidente en la Federación lograría ser muy querido por todos los clubes llegando a recibir la medalla al Mérito Deportivo pero los problemas económicos de la entidad y las irregularidades en las cuentas provocarían que en septiembre de 1964 presentase su dimisión ante la Federación Española haciéndose efectiva en mayo del año siguiente. En 1965 le sustituye Enrique Muslera González que estuvo hasta 1971 cuando le cedió el puesto a Fernando Belmonte Méndez durando solo un año en el cargo debido a que la Federación Nacional anuló las elecciones y se tuvieron que realizar otras provocando que llegara al cargo en 1972 Jesús Carrillo Lumpié, en 1975 Jesús fue nombrado jefe de la Inspección de Hacienda en Baleares por lo cual abandonó el cargo de presidente de la Federación y en su lugar llegó Juan Espino Navia durando 32 años al cargo de la Federación. En 2007, Jesús abandonó el cargo y hasta 2008 se encargó de la Federación una Junta Gestora. En marzo de 2008 Juan de Dios Monterde Macías fue nombrado Secretario General de la Federación, en esta época la Federación creó la Selección Extremeña. En 2013, se hicieron elecciones en la Federación debido a los problemas económicos que volvían a hacerse presentes. Llegó al cargo Pedro Rocha Junco logrando superar el déficit de la Federación, además creó una nueva sede y mejoró los terrenos de juego pertenecientes a la organización.
En 1938 se creó el Colegiado de Árbitros en Extremadura siendo su actual presidente Francisco Gómez Arias.
En 2023 se inician los preparativos para celebrar el 100 aniversario de la Federación para el que faltaba un año, por ello el 28 de junio del 2023 se convoca una asamblea en la que se anuncia un nuevo logo, la creación de oficinas en Mérida, un nuevo balón oficial para las competiciones regionales y la solicitud del título de Real.
El mismo año la Federación crea la Copa Extremadura donde participan los equipos de Primera y Segunda División Extremeña y el vencedor se clasificaría para la Copa del Rey.
El 20 de junio de 2024, tras la designación unos meses antes de Pedro Rocha como presidente de la RFEF, se elige a Sergio Merchán como nuevo presidente de la Federación Extremeña hasta 2028.Ese mismo año, en octubre, la Casa Real otorga a la organización el título de Real, cambiando su denominación a Real Federación Extremeña de Fútbol.

## Presidentes
Han sido presidentes de la Federación:
| - 1924-1931: Vicente Sanz Diéguez - 1950-1960: Manuel Almeida Segura - 1960-1965: Antonio Macías Lizaso - 1965-1971: Enrique Musiera González - 1971-1972: Fernando Belmonte Méndez - 1972-1975: Jesús Carrillo Lumpié - 1975-2007: Juan Espino Navia - 2008-2013: Juan de Dios Monteverde Macías - 2013-2024: Pedro Rocha Junco - 2024-Actualidad: Sergio Merchán Guay |

## Competiciones
| Copa Extremadura |                                 |
| 4ª               | Tercera Federación (Grupo XIV)  |
| 5ª               | Primera Regional de Extremadura |
| 6ª               | Segunda Regional de Extremadura |